# Sesquialtera
La sesquialtera è un particolare registro dell'organo.

## Struttura
La sesquialtera è un registro di mutazione composta fra i più antichi presenti sull'organo, formato solitamente da due file di canne di tipo principale. Alcuni organari, tuttavia, lo realizzano utilizzando anche canne di tipo più largo. La sua presenza è attestata, per la prima volta, su strumenti tedeschi e olandesi nel XVI secolo.
Il suo nome deriva dalla contrazione della frase latina sexta quintae altera ("l'altra [nota] [è] la sesta della quinta"). Le sue canne, infatti, sono intonate una quinta e una terza sopra il suono fondamentale, in genere nella misura della duodecima e della decimasettima. In strumenti particolarmente grandi esistono anche sesquialtere che producono intervalli di decimanona, vigesimasecunda e di vigesimaquarta dal suono fondamentale.
Il suono prodotto è particolarmente squillante, adatto per parti solistiche di soprano. Il suo utilizzo nella tessiture di basso è sconsigliato, in quanto gli armonici sarebbero facilmente distinguibili, producendo un effetto sgradevole.